# Joel Hopken
Joel Ephred Hopken (* 11. März 1981), auch Joel Hopkken, ist ein vanuatuischer Fußballschiedsrichter.
Von 2007 bis 2022 stand Hopken auf der Liste der FIFA-Schiedsrichter und leitete internationale Fußballpartien, unter anderem in der OFC Champions League.
Hopken war als Schiedsrichter unter anderem bei der Ozeanienmeisterschaft 2016 in Papua-Neuguinea, bei der U-20-Ozeanienmeisterschaft 2016 in Tonga und Vanuatu, bei den Pazifikspielen 2019 in Samoa, in der ozeanischen Qualifikation für die Weltmeisterschaften 2018 und 2022 sowie bei diversen Qualifikations- und Freundschaftsspielen im Einsatz.